# 原子力防災会議
原子力防災会議（げんしりょくぼうさいかいぎ）は、日本の行政機関の一つである。原子力基本法に基づき、内閣に置かれる。

## 概要
原子力防災会議は、2012年の原子力基本法改正に伴い、内閣に設置された行政機関である。同時に新設された原子力規制委員会が策定する原子力災害対策指針に基づき、平時から原子力事故による災害対策を推進する常設機関である。

## 組織
議長
議長は、内閣総理大臣をもって充てられる（原子力基本法3条の5第2項）。
副議長
副議長は、内閣官房長官、環境大臣、内閣官房長官及び環境大臣以外の国務大臣のうちから内閣総理大臣が指名する者並びに原子力規制委員会委員長をもって充てられる（法3条の5第3項）。
議員
議員は、次に掲げる者をもって充てられる（法3条の5第4項）。
1. 議長及び副議長以外の全ての国務大臣並びに内閣危機管理監
2. 内閣官房副長官、環境副大臣若しくは関係府省の副大臣、環境大臣政務官若しくは関係府省の大臣政務官又は国務大臣以外の関係行政機関の長のうちから、内閣総理大臣が任命する者

事務局
原子力防災会議には、その事務を処理させるため、事務局が置かれる（法3条の6）。事務局長は環境大臣をもって充てられるほか、所要の職員が置かれる。事務局長は、議長の命を受け、命を受けた内閣官房副長官補及び内閣府設置法4条3項に規定する事務を分担管理する大臣たる内閣総理大臣の協力を得て、局務を掌理する。このため、事務局は内閣府に置かれる。

## 所掌事務
会議は、次に掲げる事務をつかさどる（法3条の4）。
1. 原子力災害対策指針（原子力災害対策特別措置法6条の2第1項に規定する原子力災害対策指針）に基づく施策の実施の推進その他の原子力事故（原子炉の運転等（原子力損害の賠償に関する法律2条1項に規定する原子炉の運転等）に起因する事故）が発生した場合に備えた政府の総合的な取組を確保するための施策の実施の推進
2. 原子力事故が発生した場合において多数の関係者による長期にわたる総合的な取組が必要となる施策の実施の推進

## 沿革
- 2012年9月19日：原子力基本法改正（平成24年法律第47号）により、内閣に原子力防災会議を常設機関として設置[3]。
- 2012年10月19日：第1回原子力防災会議を開催[3]。